# Stilpnochlora ovalifolia
Stilpnochlora ovalifolia är en insektsart som beskrevs av Henri Saussure och Francois Jules Pictet de la Rive 1898. Stilpnochlora ovalifolia ingår i släktet Stilpnochlora och familjen vårtbitare. Inga underarter finns listade i Catalogue of Life.